# سوزان ليونز
سوزان ليونز (بالإنجليزية: Susan Lyons)‏ هي ممثلة أسترالية، ولدت في 1957 في أديلايد في أستراليا.

## وصلات خارجية
- سوزان ليونز على موقع IMDb (الإنجليزية)
- سوزان ليونز على موقع قاعدة بيانات برودواي على الإنترنت (الإنجليزية)
- سوزان ليونز على موقع قاعدة بيانات الفيلم (الإنجليزية)